# Къймган
Къймган (на корейски: 금강, 錦江, Geumgang или Kŭmgang) е река в югозападната част на Южна Корея, третата по големина в страната, вливаща се в Жълто море. С дължина 401 km и площ на водосборния басейн 9886 km² река Къмган води началото си на 857 m н.в. от западния склон на хребета Собек (съставна част на Източнокорейските планини), в района на миньорското градче Чансу (експлоатират се находища на молибденови руди). В горното си течение тече в северна посока в широка долина, в която силно меандрира. В района на град Окчхон излиза от планините и до устието си тече през равнината Чонджу, като постепенно завива на северозапад, запад и югозапад. Влива се чрез естуар в Жълто море при град Кунсан. Водите ѝ се използват за напояване на обширните оризови полета в равнината. В долното си течение на протежение от 103 km е плавателна за речни съдове с водоизместимост до 2000 тона. В устието ѝ е разположено морското пристанище Кунсан.